# 五良太乡
五良太乡是中华人民共和国内蒙古自治区呼和浩特市清水河县下辖的一个乡。
2012年1月20日，内蒙古自治区人民政府批复同意从宏河镇划出8个村、城关镇划出6个村，设立五良太乡，辖白旗窑、青豆沟、菠菜营、五良太、康圣庄、厂汉沟、喇嘛庙、三十一号、大湾、杨家窑、韩庆坝、石湾子、西山沟、孔读林14个村，乡人民政府驻五良太。

## 行政区划
五良太乡下辖以下村级行政区划单位：
大湾村、杨家窑村、韩庆坝村、石湾子村、西山沟村、孔读林村、青豆沟村、菠菜营村、五良太村、康圣庄村、厂汉沟村、喇嘛庙村、三十一号村和白旗夭村。